# 林誠太郎
林 誠太郎（はやし せいたろう、1896年11月3日 - 没年不詳）は、日本の俳優である。本名貝本 清（かいもと きよし）。

## 人物・来歴
1896年（明治29年）11月3日に生まれる。幼少時から舞台に立ち、経験を積む。
関東大震災後で東京からの俳優やスタッフが京都や西宮の撮影所に流れ込んだ1924年（大正13年）、林は、牧野省三が所長を務める「等持院撮影所」に入り、同年6月25日に同日公開された2作、二川文太郎監督の『恋の猟人』、後藤秋声監督の『関守の情』に出演して、満27歳で映画界にデビューしている。当時の同撮影所は、牧野が経営するマキノ映画製作所の「マキノ等持院撮影所」であったが、同月には東亜キネマを買収し、「東亜キネマ等持院撮影所」となった。間もなく同撮影所内の反東亜キネマ派の不満を解消するために「東亜マキノ等持院撮影所」と呼称を変えたが、この時期に、阪東妻三郎主演、沼田紅緑監督の『清水次郎長』に出演して黒駒勝蔵を演じている。
1925年（大正14年）1月には、帝国キネマ演芸に移籍し、同社の時代劇を担う「小坂撮影所」の重要な脇役俳優とみなされるようになり、1927年（昭和2年）に公開された佐藤樹一路監督の『弧狗狸物語』、1929年（昭和4年）5月15日に公開された矢内政治監督の『親馬子馬』では主演を果たしている。同社の撮影所は、小坂に代って建設された「長瀬撮影所」が火災に遭って全焼する等の変遷を経て、もともと阪東妻三郎プロダクションの撮影所として建てられたものに入居して「太秦撮影所」としていたが、同社の経営が悪化し、1931年（昭和6年）8月28日、新興キネマに改組されるが、このとき林は、この新会社に継続入社する。
1935年（昭和10年）12月末、太秦帷子ヶ辻中開町（現在の右京区太秦堀ヶ内町）に、牧野省三の長男であるマキノ正博がトーキーのための新しい撮影所を建設した新会社、マキノトーキー製作所を設立、林は、翌1936年（昭和11年）に第二期入社で参加する。同社は1937年（昭和12年）4月に解散、葉山純之輔、大内弘ら大半は新興キネマへ、マキノ正博、澤村國太郎、光岡龍三郎、同期の田村邦男、團徳麿、志村喬、水原洋一、大倉千代子、大久保清子らは日活京都撮影所に移籍して行くなか、林は、松竹下加茂撮影所に移籍したようであるが、翌1938年（昭和13年）7月28日に公開された星哲六監督の『紅だすき一刀流』以降、満46歳以降の出演記録が見当たらない。マキノトーキーが、最後に製作した牧陶六（マキノ正博）監督の『遊侠太平記』にも出演、同作は同年8月5日に、解散後にマキノが入社した日活が「日活京都撮影所作品」として公開している。その後、時代は第二次世界大戦に突入し、消息は不明である。没年不詳。
日本映画データベースにおいて、同時期に活動した俳優の林誠之助との混同がみられる。

## フィルモグラフィ
すべてクレジットは「出演」である。公開日の右側には役名、および東京国立近代美術館フィルムセンター（NFC）所蔵等の上映用プリントの現存状況についても記す。同センター等に所蔵されていないものは、とくに1940年代以前の作品についてはほぼ現存しないフィルムである。

### 東亜キネマ
特筆以外すべて製作東亜キネマ等持院撮影所、配給東亜キネマである。すべてサイレント映画である。「マキノ等持院撮影所」はマキノ映画製作所が開設した撮影所であり、東亜キネマが同社を買収して「東亜キネマ等持院撮影所」となり、一時、所内の反東亜キネマ派の不満解消のため「東亜マキノ等持院撮影所」と呼称した。
- 『恋の猟人』 : 監督二川文太郎、製作マキノ等持院撮影所、配給マキノ映画製作所、1924年6月25日公開 - 久利刑事
- 『関守の情』 : 監督後藤秋声、製作マキノ等持院撮影所、配給マキノ映画製作所、1924年6月25日公開 - 駿河次郎
- 『清水次郎長』 : 監督沼田紅緑、製作東亜マキノ等持院撮影所、配給東亜キネマ、1924年10月10日公開 - 黒駒勝蔵
- 『毒刃 中篇』 : 監督金森万象、1924年11月21日公開 - 黒狐平九郎
- 『毒刃 後篇』 : 監督金森万象、1924年11月28日公開 - 黒狐平九郎

### 帝国キネマ演芸
特筆以外すべて製作・配給は帝国キネマ演芸である。当初時代劇の撮影所として「小坂撮影所」が稼働し、一時同撮影所が閉鎖されて東邦映画が設立されたがまもなく元に戻り、やがて「長瀬撮影所」に移行、同撮影所焼失後は「太秦撮影所」に移った。
製作 小坂撮影所
- 『岐路に立ちて』 : 監督深川ひさし、1925年3月19日公開
- 『雪崩』 : 監督深川ひさし、1925年4月23日公開
- 『青空』 : 監督宮沢進郎、製作東邦映画小坂撮影所、配給帝国キネマ演芸、1925年6月20日公開
- 『粂の平内 大阪の巻』 : 監督山下秀一、1925年9月3日公開 - 斬られの丑松
- 『南海の怒濤』 : 監督後藤秋声、1925年9月23日公開 - 捕鯨師弥右衛門
- 『中山大納言 前篇』 : 監督後藤秋声、1925年10月15日公開 - 浪人片岡平馬
- 『粂平内と幡随院』 : 監督山下秀一、1925年10月29日公開 - 阪田籐十郎
- 『中山大納言 後篇』 : 監督後藤秋声、1925年11月19日公開 - 片岡平馬
- 『曲者は誰? 前篇』 : 監督後藤秋声、1925年11月25日公開
- 『曲者は誰? 後篇』 : 監督後藤秋声、1925年12月1日公開
- 『夜の騎士』 : 監督後藤秋声、1925年12月30日公開 - 二荒善左衛門
- 『不敵の名花』 : 監督山下秀一、1925年製作・公開
- 『白河小天狗 前篇』 : 監督唐沢弘光、製作帝国キネマ演芸芦屋撮影所、配給帝国キネマ演芸、1925年12月30日公開
- 『白河小天狗 後篇』 : 監督唐沢弘光、製作帝国キネマ演芸芦屋撮影所、配給帝国キネマ演芸、1926年1月5日公開
- 『女軍揚羽組 前篇』 : 監督後藤秋声、1926年1月10日公開 - 村井祐庵
- 『女軍揚羽組 後篇』 : 監督後藤秋声、1926年1月15日公開 - 村井祐庵
- 『大前田英五郎』 : 監督後藤秋声、1926年1月22日公開 - 平田の新兵衛
- 『孔雀の光 第一篇』 : 監督後藤秋声、1926年2月14日公開 - 松原左少将通忠朝臣
- 『不敵の名花』 : 監督山下秀一、1926年2月21日公開 - 三次
- 『武家義理物語』 : 監督山下秀一、1926年3月21日公開 - 定家の父儀作
- 『影絵の如く 中篇』 : 監督江後岳翠、1926年4月29日公開 - 伊井大老
- 『影絵の如く 後篇』 : 監督江後岳翠、1926年5月6日公開 - 伊井大老
- 『照月院の方』 : 監督山下秀一、1926年5月20日公開 - 青山駿河守
- 『黒手組助六 前篇』 : 監督豊川一、1926年7月13日公開 - 近江屋新兵衛
- 『不知火 第一篇』 : 監督深海陸蔵・後藤秋声、製作帝国キネマ演芸芦屋撮影所、配給帝国キネマ演芸、1926年9月1日公開 - 町奉行[1]
- 『不知火 第二篇』 : 監督深海陸蔵・後藤秋声、製作帝国キネマ演芸芦屋撮影所、配給帝国キネマ演芸、1926年9月8日公開 - 町奉行[1]
- 『不知火 第三篇』 : 監督深海陸蔵・後藤秋声、製作帝国キネマ演芸芦屋撮影所、配給帝国キネマ演芸、1926年9月15日公開 - 町奉行[1]
- 『米一丸 前篇』 : 監督唐沢弘光、製作帝国キネマ演芸芦屋撮影所、配給帝国キネマ演芸、1926年11月6日公開
- 『米一丸 後篇』 : 監督唐沢弘光、製作帝国キネマ演芸芦屋撮影所、配給帝国キネマ演芸、1926年11月13日公開
- 『新皿屋敷』 : 監督山下秀一、製作帝国キネマ芦屋撮影所、配給帝国キネマ演芸、1926年11月13日公開 - 勝沼源兵衛
- 『魔刃』 : 監督渡辺新太郎、1927年10月8日公開
- 『竜馬暗殺 前後篇』 : 監督深川ひさし、1927年10月21日公開
- 『稀代の名刀』 : 監督山下秀一、1927年12月10日公開
- 『弧狗狸物語』 : 監督佐藤樹一路、製作帝国キネマ演芸芦屋撮影所、配給帝国キネマ演芸、1927年製作・公開 - 主演
- 『御薬献上』 : 監督江後岳翠、1928年1月13日公開
- 『百鬼夜行 大江戸恐怖篇』 : 監督森田京三郎、1928年12月1日公開
- 『石井常右衛門』 : 監督佐藤樹一路、1928年製作・公開
- 『忠僕直助』 : 監督渡辺新太郎、1928年製作・公開
- 『天保泥絵草紙 前篇』 : 監督山下秀一、1928年製作・公開
- 『天保泥絵草紙 中篇』 : 監督山下秀一、1928年製作・公開 - 大口屋番頭九兵衛
- 『親馬子馬』 : 監督矢内政治、1929年5月15日公開 - 主演

製作 長瀬撮影所
- 『侠客金看板 前後篇』 : 監督佐藤樹一路、1929年6月26日公開 - 二代目奈河平兵衛
- 『お祭佐七』 : 監督佐藤樹一路、1929年7月24日公開 - 半時九郎兵衛
- 『伝奇刀葉林 前篇』 : 監督渡辺新太郎、1929年8月28日公開 - 樵夫楠谷の源七
- 『伝奇刀葉林 後篇』 : 監督渡辺新太郎、1929年9月4日公開 - 樵夫楠谷の源七
- 『上州侠刃』（『上州侠客刃』） : 監督渡辺新太郎、1929年10月22日公開
- 『仇討地獄』 : 監督佐藤樹一路、1929年11月6日公開 - 盗賊[1]
- 『夜光珠怪異』 : 監督山下秀一、1929年12月14日公開 - 金蔵
- 『足軽吉右ヱ門』 : 監督佐藤樹一路、1930年1月5日公開 - 役名不明、76分尺が現存（NFC所蔵[10]）
- 『弥次喜多再興』 : 監督長尾史録、1930年1月15日公開
- 『首斬浅右衛門 江戸愛欲篇』 : 監督渡辺新太郎、1930年1月22日公開 - 吟味与力[1]
- 『宿場の蟲』 : 監督富沢進太郎（富沢進郎）、1930年4月3日公開
- 『道元禅師』 : 監督佐藤樹一路、1930年4月29日公開 - 領王波多野義重、95分尺が現存（NFC所蔵[10]）
- 『江戸城総攻め』 : 監督志波西果、1930年5月17日公開 - 小栗上野介
- 『吉良の仁吉』 : 監督押本七之助、1930年5月30日公開
- 『仇討太夫桜』 : 監督鈴木桃作、1930年6月13日公開 - 主演
- 『女讐夜話』 : 監督新居重明、1930年7月8日公開 - 遊人仙太
- 『ごろつき船 前篇』 : 監督渡辺新太郎、1930年9月12日公開
- 『ごろつき船 後篇』 : 監督渡辺新太郎、1930年11月1日製作・試写

製作 太秦撮影所
- 『権八伊達姿』 : 監督山下秀一、1931年1月10日公開
- 『赤垣源蔵』 : 監督渡辺新太郎、1931年4月29日公開
- 『弥次喜多道中東海道』 : 監督曾根純三、1931年7月15日公開 - 平岡庄左衛門

### 新興キネマ
特筆以外すべて製作・配給は新興キネマである。同社は当初、「帝国キネマ演芸太秦撮影所」（現在の東映東京撮影所）を改名して、唯一の撮影所として稼働していたが、1935年（昭和10年）に「東京撮影所」（現在の東映東京撮影所）を設置して現代劇を分離して以来、「京都撮影所」と名称を変更した。
- 『武州の双竜』 : 監督松田定次、1931年11月10日公開 - 豪商萬屋幸右衛門
- 『地雷火組』 : 監督石田民三、1931年11月28日公開 - 銀之助の父仁平
- 『松蔭村雨 江戸篇』 : 監督後藤岱山（後藤秋声）、製作大衆文芸映画社、配給新興キネマ、1932年1月14日公開 - のっそり勘兵衛
- 『御意見番登城』 : 監督渡辺新太郎、1932年1月21日公開 - 永井主水正
- 『身変り紋三 前篇 白虎跳梁』 : 監督中島宝三、1932年1月28日公開 - 鳴海屋銀平
- 『身変り紋三 後篇 青竜天上』 : 監督中島宝三、1932年2月11日公開 - 鳴海屋銀平
- 『戦雲三日月党』 : 監督渡辺新太郎、1932年3月10日公開 - 黒丸
- 『新釈黒田騒動』 : 監督押本七之助、1932年4月1日公開 - 新十郎の父主膳
- 『明暗三世相 前篇』 : 監督松田定次、1932年10月6日公開 - 神吉老人
- 『江戸侠艶録』 : 監督高見貞衛、1932年11月10日公開 - 忠臣笹村靱負
- 『剣侠一代男』 : 監督中島宝三、1932年12月25日公開 - 川勝主膳
- 『鏡山競艶録』 : 監督寿々喜多呂九平、1933年1月14日公開 - 船頭
- 『妖魔の絵暦』 : 監督石田民三、1933年1月22日公開 - 用人小堀半助
- 『お富与三郎 恋の双六』 : 監督広瀬五郎、1933年2月3日公開 - 伊豆屋長兵衛
- 『天明浮世小唄』 : 監督村田正雄、1933年3月15日公開 - 利兵衛
- 『恋慕吹雪』 : 監督石田民三、1933年3月16日公開 - 老僕惣助
- 『春雪女歌舞伎』 : 監督広瀬五郎、1933年4月27日公開 - 農夫金右衛門
- 『出世二人侍』 : 監督村田正雄、1933年6月15日公開 - 松平伊織
- 『遊侠三下気質』 : 監督村田正雄、1933年6月22日公開 - 伊勢崎栄左衛門
- 『雪の肌蜻蛉組』 : 監督広瀬五郎、1933年8月9日公開 - 奉行中堂伊賀守
- 『焔魔地獄』 : 監督石田民三、1933年10月11日公開 - 堂守与右衛門
- 『ひらかな三国志』 : 監督村田正雄、1933年11月15日公開 - 原小左衛門
- 『ひよどり草紙 前篇』 : 監督曾根純三、1933年11月30日公開 - 玉水甚左衛門
- 『ひよどり草紙 後篇』 : 監督曾根純三、1933年12月7日公開 - 玉水甚左衛門
- 『藤三行状記 前篇』 : 監督松田定次、1934年1月7日公開 - 加賀為右衛門
- 『大高源吾』 : 監督押本七之助、1934年1月26日公開 - 富森助右衛門
- 『藤三行状記 後篇』 : 監督松田定次、1934年1月26日公開 - 加賀為右衛門
- 『伊達事変』 : 監督渡辺新太郎、1934年2月15日公開 - 片倉小十郎
- 『奇骨変骨』 : 監督押本七之助、1934年4月19日公開 - 大家左兵衛
- 『青空三羽鴉』 : 監督広瀬五郎、1934年5月24日公開 - 落合村の名主余助
- 『水戸黄門 前篇』 : 監督押本七之助、1934年5月29日公開 - 堀田兵衛
- 『水戸黄門 後篇』 : 監督押本七之助、1934年7月5日公開 - 堀田兵衛
- 『肥後の駒下駄』 : 監督藤田潤一、1934年7月26日公開 - 下僕治郎
- 『仇討妻恋坂』 : 監督石田民三、1934年9月13日公開 - 重臣
- 『地獄往来』 : 監督村田正雄、1934年10月15日公開 - お新の父左京
- 『帰去来峠』 : 監督松田定次、1934年11月1日公開 - 鯉坂三左衛門
- 『狼隊の少年』 : 監督藤田潤一、1934年12月18日公開 - 叔父
- 『陽炎』 : 監督広瀬五郎、製作新興キネマ京都撮影所、配給新興キネマ、1935年2月14日公開 - 清三郎の父清兵衛

### マキノトーキー製作所
特筆以外すべて製作・配給はマキノトーキー製作所である。
- 『松平外記』（『千代田城の刃傷』[1]） : 監督松田定次、配給千鳥興行、1936年3月8日公開 - 外記の父頼母、30分尺が現存（NFC所蔵[10]）
- 『丹下左膳 乾雲必殺の巻 第一篇』 : 監督マキノ正博、応援監督久保為義・松田定次・広瀬五郎、配給千鳥興行、1936年3月15日公開 - 土屋多門
- 『丹下左膳 坤竜呪縛之巻』 : 監督マキノ正博、応援監督久保為義・松田定次・広瀬五郎、配給千鳥興行、1936年4月1日公開 - 土屋多門
- 『加賀見山』 : 監督根岸東一郎・マキノ正博、配給千鳥興行、1936年4月29日公開 - 三上雪斉、50分尺が現存（NFC所蔵[10]）
- 『黒蜻蛉』 : 監督久保為義、配給千鳥興行、1936年6月5日公開 - 伊勢屋吉右ヱ門、5分の断片が現存（NFC所蔵[10]）
- 『江戸の花和尚』 : 監督根岸東一郎・マキノ正博、配給千鳥興行、1936年6月13日公開 - 紙屋
- 『芝浜の革財布』 : 監督根岸東一郎・マキノ正博、配給千鳥興行、1936年7月8日公開 - 元木屋文左ヱ門、32分尺が現存（NFC所蔵[10]）
- 『まんじ蜘蛛』 : 監督久保為義、配給千鳥興行、1936年8月29日公開 - 銭屋五兵衛
- 『忠治活殺剱』 : 監督久保為義・マキノ正博、1936年12月6日公開 - 傳吉、45分尺が現存（NFC所蔵[10]）
- 『旗本八萬騎』 : 監督中川信夫、1937年1月31日公開 - 太田鉄斉
- 『女左膳 第一篇妖火の巻』 : 監督中川信夫・マキノ正博、1937年2月14日公開 - 太田黒格之進
- 『女左膳 第二篇魔剣の巻』 : 監督中川信夫・マキノ正博、1937年2月28日公開 - 太田黒格之進
- 『喧嘩菩薩』 : 監督牧陶六（マキノ正博）、1937年2月28日公開 - 間部の儀十、29分尺が現存（NFC所蔵[10]）
- 『紅だすき一刀流』 : 監督星哲六、製作松竹下加茂撮影所、配給松竹キネマ、1938年7月28日公開 - 織部主膳
- 『遊侠太平記』 : 監督牧陶六（マキノ正博）、製作マキノトーキー製作所、配給日活、1938年8月5日公開 - 坂田主馬[4]